# Labbai
Labbai (en tàmil ilappai) és el nom d'una comunitat musulmana que viu a Tamil Nadu i parla tàmil; la comunitat està dividida en quatre grups: Marakhayar, Kayalar, Rawther i Labbai, tots sunnites. El nom derivaria de labayya, crit dels pelegrins.